# Louis Sauveur Villeneuve
Il marchese Louis Sauveur de Villeneuve (Aix-en-Provence, 6 agosto 1675 – Marsiglia, 1745) è stato un ambasciatore francese del XVIII secolo.

## Biografia
Il marchese di Villeneuve fu ambasciatore presso l'Impero ottomano dal 1728 al 1741. La sua azione fu determinante nello spingere l'Impero Ottomano in guerra contro l'Impero russo nella guerra russo-turca.
Alla fine della guerra fu incaricato di negoziare la pace riuscendo ad imporre condizioni sfavorevoli agli austriaci, e pertanto la Pace di Belgrado del 1739 fu particolarmente favorevole agli Ottomani, grazie all'intervento di Villeneuve.